# マテオ・ファルコーネ
『マテオ・ファルコーネ』（仏:Mateo Falcone）は、1829年発表の、プロスペル・メリメによる短編小説である。
コルシカ島の僻地に暮らす農民が、裏切りを行った息子を許すことができずに自ら射殺するという、コルシカ地方の気風と名誉殺人を主題にした作品である。好評を博し、フランス文学の古典とされている。

## ストーリー
マテオ・ファルコーネは、コルシカ島の険しい山中に暮らす農民であり、また地元で名高い射撃の名人でもあった。ある日、マテオと妻は羊の群れの番に出かけ、ひとり息子の10歳のフォルティナートが留守番をしていた。
フォルティナートが戸口にねそべっていると、数発の銃声が聞こえ、やがて負傷して脚から血を流した指名手配犯のジャネットがマテオの家に現れる。ジャネットは憲兵隊に追われており、かくまってほしいと頼む。フォルティナートは最初は断るが、ジャネットから銀貨をもらって承諾し、彼を干し草の山の中に隠した。
ほどなく追跡隊の兵士たちがやってきた。隊長のティオドロはマテオ一族の遠い親戚であり、顔見知りであった。一隊はマテオの小屋を捜索し、フォルティナートを尋問する。脅し文句にもさっぱり動じないフォルティナートに、ティオドロは一度はあきらめかけるが、さいごに思いなおし「じゃあ、もしヤツの居場所を教えてくれたら、俺のこの銀の懐中時計をお前にやるよ、どうだ？」と、買収をこころみる。時計を目の前にぶら下げられたフォルティナートは誘惑に負け、ジャネットの隠れ場所を明かしてしまう。
兵士たちがジャネットを捕縛しているところへ、マテオと妻が山から戻ってきた。ティオドロはマテオに「いやあ、フォルティナート君のおかげで逮捕できてね……」と上機嫌で語る一方、ジャネットはマテオの家の戸口に唾を吐き「裏切り者の一家が！」と罵る。
兵士たちが去ったあと、マテオはフォルティナートの持っている時計を見つけ「これは誰に貰ったんだ」と問い詰め、事情を理解する。
マテオは時計を地面に叩きつけ、銃を持ち、フォルティナートに近くの谷へついてこいと命じる。谷でマテオは「ひざまずいて、祈りを捧げろ」と命じる。「お願い、殺さないで、お父さん、お願いです」必死で命乞いする息子の胸に「神様に許してもらえ」と言いながら銃の狙いをつけ、マテオは息子を射殺した。
シャベルをとりに小屋に戻ってきたマテオに、母親は「フォルティナートはどこ？ あの子をどうしたのよ？」と問う。マテオは「あそこの谷底さ。クリスチャンらしく、お祈りしながら死んでいったよ」と答える。

## 派生作品
1973年、本作品を翻案して制作した、大友克洋の「銃声」が「漫画アクション増刊」に掲載される。当時19歳の大友の商業デビュー作品となった。